# Палайцы

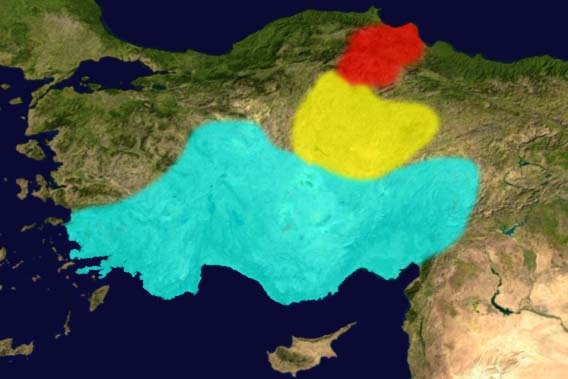
Красный — палайцы во II тысячелетии до н. э. Желтый — хетты, голубой — лувийцы

Палайцы — родственный хеттам народ, говоривший на палайском языке. В середине II тысячелетия до н. э. жили на южном побережье Чёрного моря. В период существования Хеттского царства населяли один из трёх его основных регионов (Хеттский (Несийский), Палайский, Лувийский).
Название происходит от названия города Пала, находившемся в будущей Пафлагонии. Предположительно были поглощены хеттами примерно в XV веке до н. э.